# Palazzo Mattei di Paganica

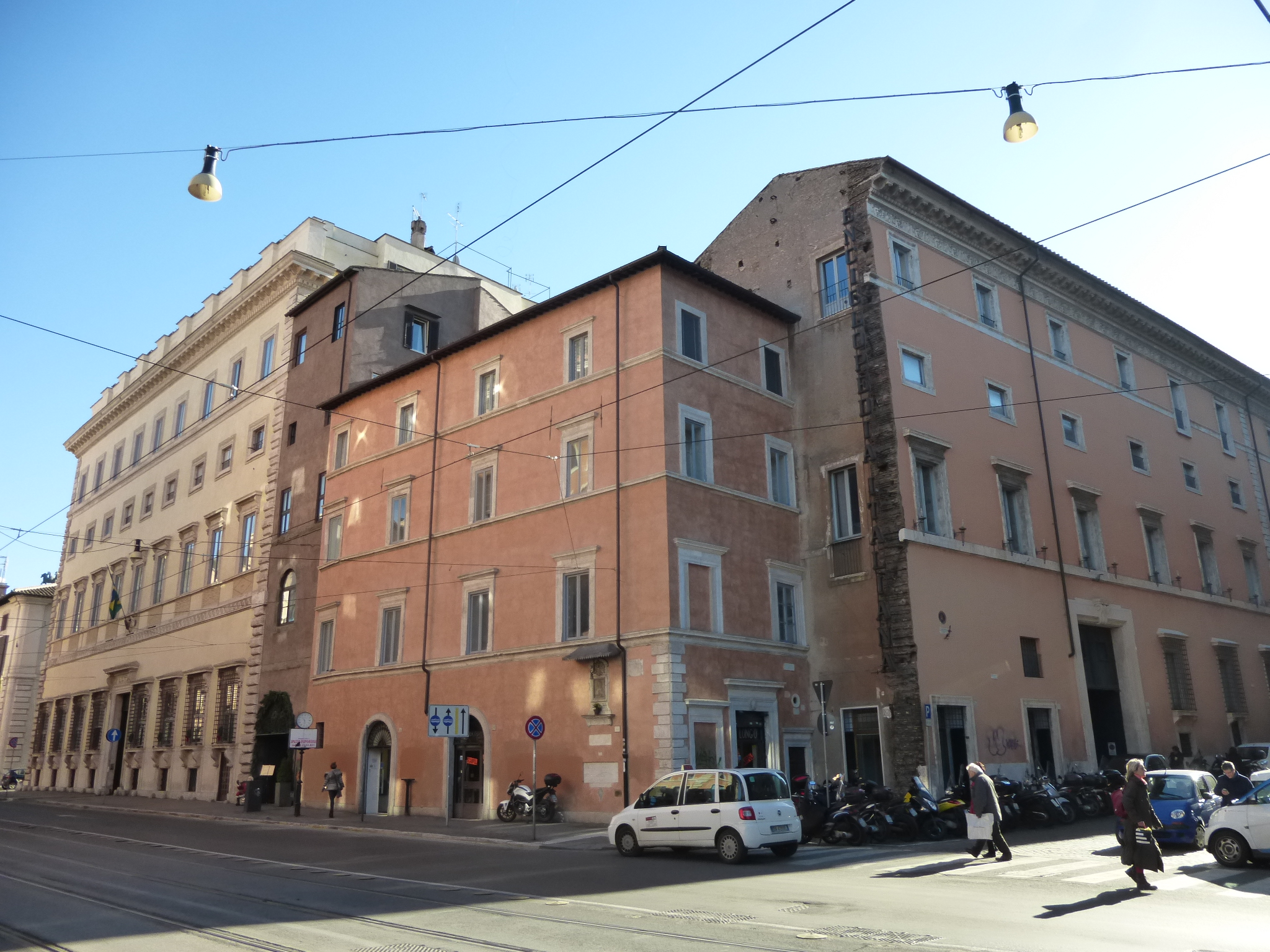
Vista do palácio (dir.) na esquina da Via delle Botteghe Oscure (esq.) e Piazza della Enciclopedia Italiana (dir.). Bem na esquina, a única residência do século XV remanescente em todo o quarteirão. É na fachada dela que está a Madonna della Providenza. À esquerda, o Palazzo Mattei Caetani.

Palazzo Mattei di Paganica, chamado também de Palazzo Mattei Paganica, é um palácio renascentista localizado no número 4 da Via Paganica e com fachada de frente para a Piazza Paganica, a Piazza della Enciclopedia Italiana e a Via delle Botteghe Oscure, no rione Sant'Angelo de Roma. É famoso principal por sediar o Istituto dell'Enciclopedia Italiana, que publica a renomada Enciclopédia Treccani.
É parte da chamada Isola Mattei, um quarteirão inteiro ocupado por vários palácios da família Mattei (os outros são o Palazzo di Giacomo Mattei, o Palazzo Mattei di Giove e o Palazzo Mattei-Caetani). Além disto, a família ainda era proprietária do Palazzo Mattei di Trastevere, do outro lado do Tibre, e de várias outras propriedades na Úmbria.

## História
O palácio foi construído sobre as ruínas do Teatro de Balbo em 1541 por ordem de Ludovico Mattei, duque de Paganica (um feudo em Áquila, no Reino de Nápoles), com base num projeto atribuído, segundo alguns, a Nanni di Baccio Bigio, segundo outros, a Giacomo Vignola. Uma vez extinto o ramo de Paganica da família Mattei no final do século XVIII, a propriedade do palácio passou para os Mattei di Giove e deles para os marqueses Canonici Mattei, que passaram a alugar parte do edifício a partir do final do século XIX. Ali morreu, por exemplo, em 1886, Marco Minghetti, como relembra uma placa afixada na fachada. Em 1928, o palácio foi vendido ao Istituto dell'Enciclopedia Italiana, que ainda hoje é o proprietário. Fundado em 1925 por Giovanni Treccani, o instituto é um importante centro editorial e cultural da cidade.

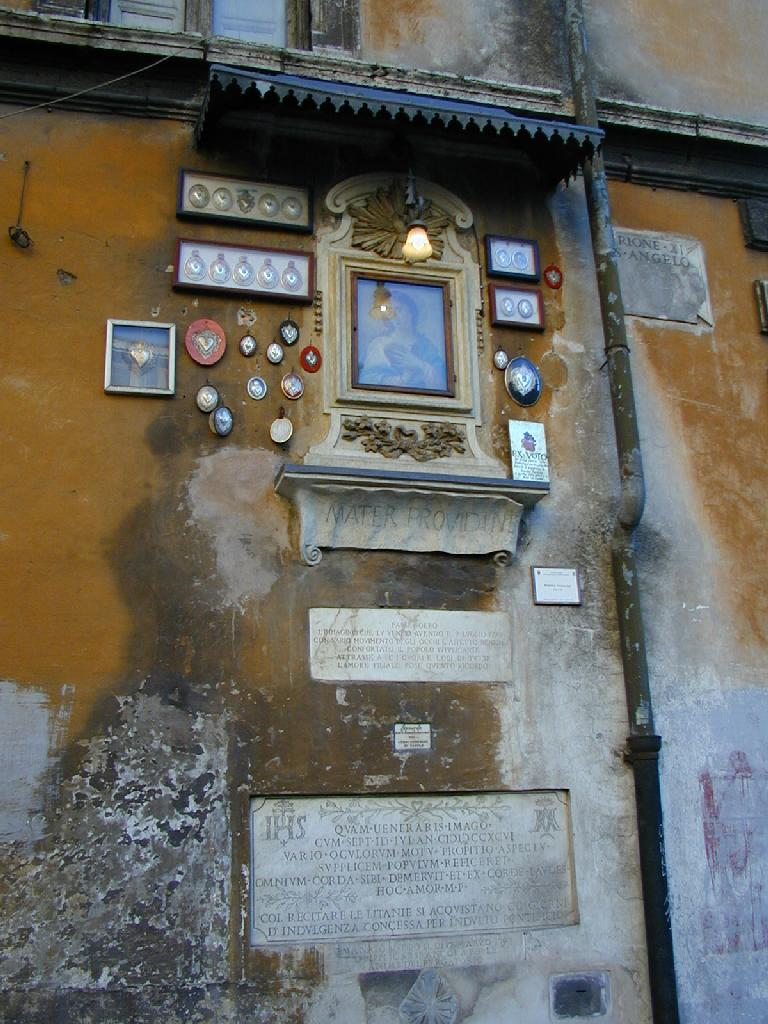
Madonna della Providenza

A ampla fachada apresenta quatro ordens de janelas. No piso térreo, elas são emolduradas, arquitravadas, gradeadas e com parapeitos sustentados por mísulas acima de pequenas janelas do sótão; no piso nobre, são arquitravadas, no segundo piso, um mezzanino, janelas quadradas com molduras e no terceiro, molduras. Um belo portal, encimado pela inscrição "LUD MATTHAEIUS PETR ANT FIL LUD NEPOS" ("Ludovico Mattei, filho de Pietro Antonio e sobrinho de Ludovico") e por uma varanda com balaustrada, dá acesso a um pátio interno com uma lógia em dois andares. As salas são decoradas com afrescos atribuídos aos irmãos Taddeo e Federico Zuccari, com uma série de "Histórias de David", cenas bíblicas e brasões dos Mattei. Luzio Luzi, em colaboração com Domenico Zaga, realizou a decoração do teto de uma sala no piso térreo.

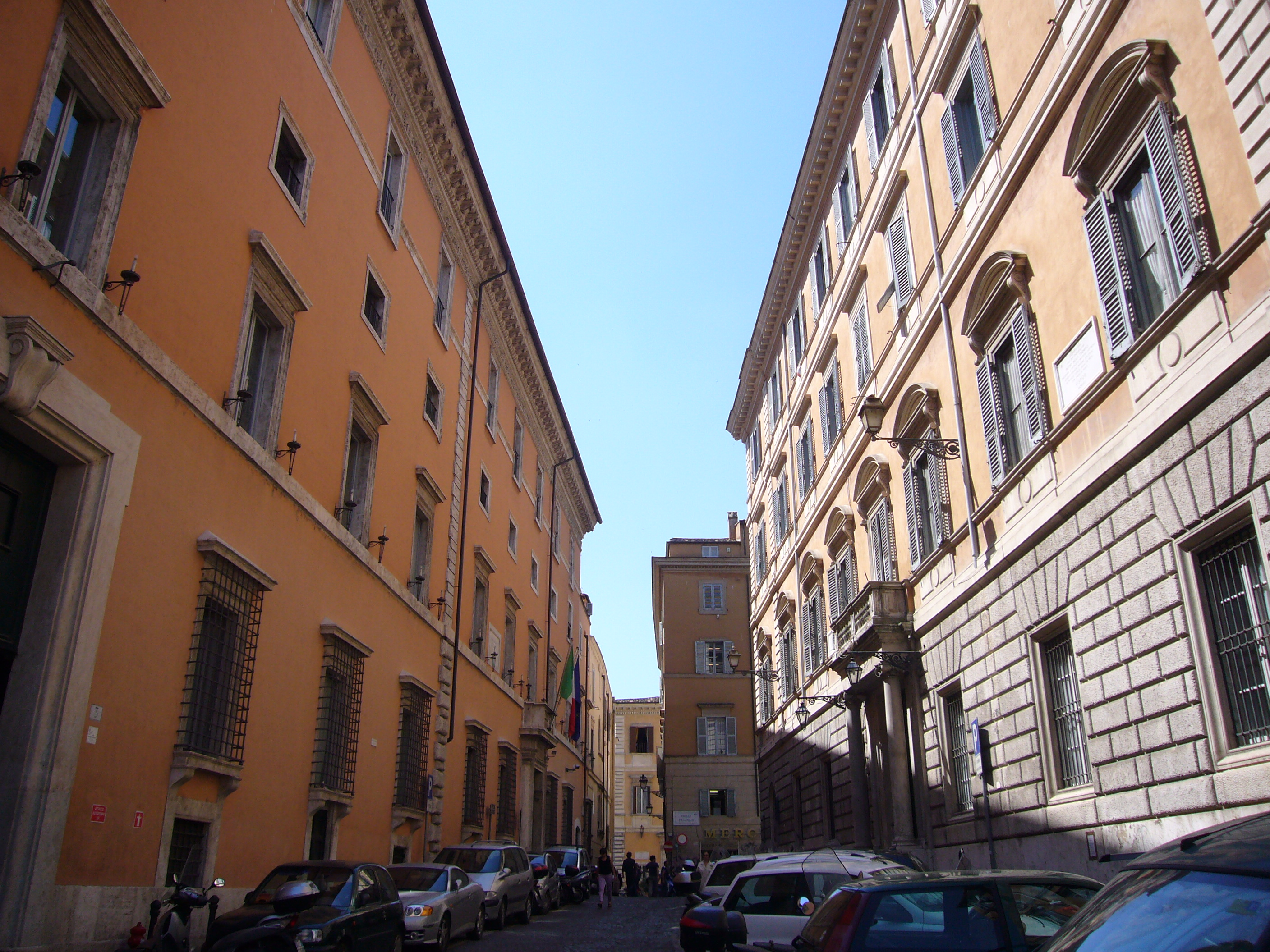
À esquerda, a fachada do palácio na Piazza della Enciclopedia Italiana. Em frente, o Palazzo Guglielmi Chiablese.

A ala do palácio de frente para a Via delle Botteghe Oscure só foi construída em 1640 num projeto de Bartolomeo Brecciaroli, que demoliu algumas residências de propriedade dos Mattei e construiu um outro edifício similar ao anterior, separado dele por uma faixa vertical de silhares rusticados. A fachada resultante foi completada e unificada por um único beiral com uma faixa na qual estão mascarões e águias, estas últimas o símbolo heráldico dos Mattei.
Das antigas habitações do século XV dos Mattei, restou apenas um pequeno edifício na esquina com a Via delle Botteghe Oscure, que se destaca por ostentar na fachada uma imagem conhecida como "Madonna della Provvidenza", antigamente conhecida como "Vergine nella piazza dell'Olmo" por causa da presença no local de um grande ulmeiro (em italiano:  olmo) secular. Ela passou a ser particularmente venerada desde 1796, quando foi vista "chorando e movendo os olhos" por causa da invasão francesa aos Estados Papais, um efeito presenciado também em outras imagens pela cidade. Duas placas afixadas no local recordam o evento milagroso: uma delas diz "PASSEGGERO L'IMMAGINE CHE TU VENERI AVENDO IL 9 LUGLIO 1796 CON VARIO MOVIMENTO DEGLI OCCHI E ASPETTO BENIGNO CONFORTATO IL POPOLO SUPPLICANTE ATTRASSE A SE I CUORI E LODI DI TUTTI L'AMORE FILIALE POSE QUESTO RICORDO". A imagem está envolva por uma moldura ondulada em estuque, provavelmente do século XVII, e encimada por um baldaquino simples de madeira. A imagem, retangular, é uma pintura a óleo sobre tela e representa a Virgem Maria com as mãos cruzadas sobre o seio. Prova da veneração popular por esta imagem, todo o entorno da imagem estava tomado por ex-votos até a recente restauração do edifício e da imagem. Na Piazza Paganica, em frente ao palácio, ficava a antiga igreja de Santi Sebastiano e Valentino, demolida pouco depois de 1870 para permitir a expansão do vizinho Palazzo Guglielmi Chiablese.